# Tolpia parasarawakia
Tolpia parasarawakia là một loài bướm đêm thuộc họ Erebidae. Nó được tìm thấy ở Sumatra.
Sải cánh dài 13–14 mm. Cánh sau màu nâu và phía dưới nâu đồng nhất.